# Protoporfirinogeno ossidasi
La protoporfirinogeno ossidasi è un enzima appartenente alla classe delle ossidoreduttasi, che catalizza la seguente reazione:
protoporfirinogeno IX + 1.5 O2 ⇄ protoporfirina IX + 3 H2O
L'enzima ossida anche il mesoporfirinogeno IX, sebbene più lentamente.